# スイッチバック 追跡者
『スイッチバック 追跡者』（スイッチバック ついせきしゃ、原題：Switchback）は、1997年制作のアメリカ合衆国のスリラー映画。
『ダイ・ハード』の脚本家として知られるジェブ・スチュアートの映画監督デビュー作で、脚本も担当している。日本では劇場未公開で、旧ビデオタイトルは『スイッチバック』。

## あらすじ
FBI捜査官のフランクは連続殺人事件の捜査中、犯人に幼い息子を誘拐されてしまい、息子を取り返すべく1人奔走する。
一方、ヒッチハイクの旅をしている青年レインは、怪しげな黒人男性ボブが運転する車に拾われたのをきっかけに、次々とトラブルに巻き込まれる。

## キャスト
※括弧内は日本語吹替。
- フランク・ラクロスFBI捜査官：デニス・クエイド（大塚明夫）
- ボブ・グッドール：ダニー・グローヴァー（麦人）
- レイン・ディクソン：ジャレッド・レト（宮本充）
- ネイト・ブッカー保安官助手：テッド・レヴィン（有本欽隆）
- ジャック・マクギニス署長：ウィリアム・フィクナー（納谷六朗）
- ショーティ・キャラハン：レオ・バーメスター（辻親八）
- バック・オルムステッド保安官：R・リー・アーメイ（仁内建之）
- ホルヘ・マルティネス：ジュリオ・オスカー・メチョソ
- ウォルトン・ゴギンズ